# Mallosoma piptadeniae
Mallosoma piptadeniae är en skalbaggsart som beskrevs av Giacomel 1976. Mallosoma piptadeniae ingår i släktet Mallosoma och familjen långhorningar. Inga underarter finns listade i Catalogue of Life.